# Gráinne Murphy
Gráinne Murphy (Wexford, 26 de marzo de 1993) es una deportista irlandesa que compite en natación, especialista en el estilo libre.
Ganó una medalla de plata en el Campeonato Europeo de Natación de 2010 y dos medallas de bronce en el Campeonato Europeo de Natación en Piscina Corta de 2010.

## Palmarés internacional
| Campeonato Europeo                  | Campeonato Europeo       | Campeonato Europeo | Campeonato Europeo |
| Año                                 | Lugar                    | Medalla            | Prueba             |
| ----------------------------------- | ------------------------ | ------------------ | ------------------ |
| 2010                                | Budapest (Hungría)       | Medalla de plata   | 1500 m libre       |
| Campeonato Europeo en Piscina Corta |                          |                    |                    |
| Año                                 | Lugar                    | Medalla            | Prueba             |
| 2010                                | Eindhoven (Países Bajos) | Medalla de bronce  | 400 m libre        |
| 2010                                | Eindhoven (Países Bajos) | Medalla de bronce  | 800 m libre        |